# Kozlany (district de Třebíč)
Pour les articles homonymes, voir Kozlany.
Kozlany (en allemand : Kozlan, Koslau) est une commune du district de Třebíč, dans la région de Vysočina, en République tchèque. Sa population s'élevait à 138 habitants en 2024.

## Géographie
Kozlany se trouve à 7,8 km au sud-ouest de Náměšť nad Oslavou, à 13,7 km à l'est-sud-est de Třebíč, à 42 km au sud-est de Jihlava et à 155,5 km au sud-est de Prague.
La commune est limitée par Studenec au nord, par Třesov à l'est et au sud-est, par Třebenice au sud, et par Koněšín à l'ouest.

## Histoire
La première mention écrite de la localité date de 1104.

## Transports
Par la route, Kozlany se trouve à 10 km de Náměšť nad Oslavou, à 16,5 km de Třebíč, à 49,5 km de Jihlava et à 184 km de Prague.